# Meadville (Mississippi)
Meadville è una città (town) degli Stati Uniti d'America, capoluogo della contea di Franklin, nello Stato del Mississippi.